# Ctenotus rutilans
Ctenotus rutilans (рудоплечий гребневухий сцинк) — вид сцинкоподібних ящірок родини сцинкових (Scincidae). Ендемік Австралії.

## Поширення і екологія
Рудоплечі гребневухі сцинки мешкають в регіоні Пілбара в Західній Австралії, зокрема в горах Хамерслі та гори Августус. Вони живуть на сухих луках та в сухих чагарникових заростях.